# Ōtaki River
Der Ōtaki River ist ein Fluss in der Region Wellington auf der Nordinsel von Neuseeland.

## Geographie
Der Ōtaki River entspringt im Gebirgszug der Tararua Range, an der westlichen Flanke des 1432 m hohen Pukematawai. Von dort aus fließt der noch junge Fluss zunächst knapp 4 km in westliche Richtung, um dann nach einem Linksknick für den größten Teil seines Flussverlaufes die südsüdwestliche Richtung zu bevorzugen. Rund 14 km ostsüdöstlich von Ōtaki ändert der Ōtaki River für rund 4 km seine Richtung nach Südsüdosten, um dann in einem sehr weiten Rechtsbogen nach insgesamt 45 Flusskilometer aus den Bergen herauszutreten und durch das fruchtbare Vorland die restlichen 12 km seiner Mündung in die Tasmansee entgegenzustreben. Das Mündungsgebiet des Flusses befindet sich an der Kapiti Coast, rund 3 km westlich von Ōtaki und rund 1,1 km südsüdwestlich von Ōtaki Beach.
Die beiden einzigen Nebenflüsse des Ōtaki River sind der zunächst rechtsseitig hinzukommende Waitowaewae River und der Waitotauru River, der später als linker Nebenfluss hinzustößt.

## Wanderwege
Im mittleren Teil des Ōtaki River überquert der von Ōtaki Forks kommende Te Araroa Trail den Fluss, verläuft östlich auf den Höhen der den Fluss begleitenden Bergkette bis zum Pukematawai und führt anschließend zusammen mit dem Dora Track auf den Höhen der den Ōtaki River von seiner Quelle bis zum Abknicken des Flusses nach Südsüdwesten begleitenden Bergkette über den Butcher Saddle weiter nach Westen.